# Matt Targett (natation)
Pour les articles homonymes, voir Matt Targett (football).
Matt Targett de son nom complet Matthew Craig Stephen Targett (né le 24 décembre 1985 à Chertsey en Angleterre) est un nageur australien spécialiste des épreuves de nage libre et de papillon sur 50 et 100 m. En 2008 à Pékin, il remporte deux médailles en relais lors des Jeux olympiques.

## Biographie
Après une plusieurs années dans les compétitions juniors marquées par plusieurs succès en Australie, Matt Targett dispute les Sélections olympiques nationales en 2004 en vue des Jeux d'Athènes. Il échoue au 10e rang du 50 m nage libre et ne parvient donc pas à décrocher un billet pour la Grèce. L'année suivante, il remporte son premier titre de champion d'Australie en s'imposant sur 50 m en petit bassin à Melbourne. Cette même année, il rejoint les États-Unis et l'Université de Virginie avant celle d'Auburn. Là, représentant pour la première année le club des Tigers, il enlève trois médailles dont une en or en relais lors des Championnats NCAA. Quelque temps plus tard, il obtient une première sélection en équipe nationale pour les Jeux du Commonwealth de 2006 en montant sur le podium du 50 m papillon des Championnats d'Australie en grand bassin.
Aux Jeux du Commonwealth, il termine à la deuxième place de la finale derrière le Sud-africain Roland Schoeman mais est disqualifié dans un second temps. En 2007, il réalise le doublé 50–100 m nage libre lors des championnats nationaux en petit bassin.
Il se révèle en février 2008 en passant pour la première fois sous les 49 secondes sur 100 m nage libre à l'occasion des Championnats de Nouvelle-Galles du Sud (48 94). Quelques semaines plus tard, il abaisse sensiblement son record personnel sur cette même épreuve en terminant deuxième des Sélections olympiques australiennes derrière Eamon Sullivan. Grâce à son temps de 48 s 36, il se qualifie pour les Jeux olympiques d'été de 2008 en individuel et en relais.
Aux Jeux olympiques, il participe tout d'abord à la finale du 4 × 100 m nage libre au sein du quatuor australien composé d'Eamon Sullivan, Andrew Lauterstein et Ashley Callus. Ce relais prend le meilleur départ grâce à Sullivan qui s'empare du record du monde du 100 m en 47 s 24. Rapidement dépassés par les Français et les Américains, les Australiens occupent la troisième place jusqu'à l'arrivée. Après cette première médailles en bronze, Targett remporte une seconde récompense en nageant les séries du relais 4 × 100 m quatre nages qui décrochera l'argent en finale sans lui, puisque remplacé par Sullivan. Entretemps, il participe au 100 m nage libre et se qualifie même pour la finale en descendant pour la première fois sous les 48 secondes en demi-finale. Auteur d'un aller-retour en 47 s 88, il est le second australien à réaliser pareille performance. En finale, il se contente de la septième place en 48 s 20 à plus de 5 dixièmes de seconde du podium.
Dimanche 29 juillet 2012, il tombe de haut avec le relais australien composé également de James Magnussen, Eamon Sullivan et James Roberts lorsqu’ils échouent à la 4e place de la finale du 4 × 100 mètres nage libre (3 min 11 s 63) alors que tout le monde les donnait logiquement favoris de la finale olympique au vu des chronos 2012 des relayeurs et de leur meilleur temps en série (3 min 12 s 29 et 47 s 35). À cette occasion, Targett réalise le temps de 47 s 83 avec son relais finaliste.

## Palmarès

### Jeux olympiques
- Jeux olympiques de 2008 à Pékin (Chine) :
  -  Médaille d'argent au titre du relais 4 × 100 m quatre nages[Note 1].
  -  Médaille de bronze au titre du relais 4 × 100 m nage libre.

### Championnats du monde
- Championnats du monde 2009 à Rome (Italie) :
  -  Médaille d'argent sur 50 m papillon
  -  Médaille de bronze sur le relais 4×100 mètres quatre nages.

- Championnats du monde 2011 à Shanghai (Chine) : 
  -  Médaille d'or sur le relais 4 × 100 m nage libre
  -  Médaille d'argent sur 50 m papillon

## Records

### Records personnels
Ces tableaux détaillent les records personnels de Matt Targett en grand bassin.
| Épreuve          | Temps   | Compétition                                 | Lieu                | Date       |
| 50 m nage libre  | 21 s 96 | Championnats d'Australie 2008               | Adélaïde, Australie | 01/05/2013 |
| 100 m nage libre | 47 s 88 | Jeux olympiques d'été de 2008 (demi-finale) | Pékin, Chine        | 13/08/2008 |
| 50 m papillon    | 22 s 73 | Championnats du monde de natation 2009      | Rome, Italie        | 27/07/2009 |
| 100 m papillon   | 52 s 24 | Championnats d'Australie 2012               | Adélaïde, Australie | 21/03/2012 |